# جستجوی ایمن
جستجوی امن (به انگلیسی: SafeSearch) یک ویژگی در جستجوگر گوگل و جستجوی تصاویر گوگل (Google Images) است که به عنوان فیلتر خودکار پورنوگرافی و محتوای توهین آمیز و نامناسب عمل می‌کند.
در ۱۱ نوامبر ۲۰۰۹، گوگل قابلیت قفل کردن جستجو در سطح جستجوی امن را برای جستجوهای وب و تصاویر گوگل، برای کاربران دارای حساب کاربری گوگل معرفی کرد. پس از پیکربندی حساب، برای تغییر دادن تنظیمات یک رمز عبور مورد نیاز است.

در ۱۲ دسامبر ۲۰۱۲، گوگل گزینه خاموش کردن فیلتر را به‌طور کامل حذف کرد و کاربران را ملزم به وارد کردن عبارت‌های جستجوی خاص‌تر برای دسترسی به محتوای بزرگسالان کرد.
جستجوی امن همچنین اغلب در رایانه‌های مدرسه‌ها استفاده می‌شود تا از دسترسی دانش آموزان مدرسه به محتوای مستهجن جلوگیری شود.
این قابلیت با استفاده از هوش مصنوعی و خزنده وب، هرگونه محتوای خشن (مانند محتوای پزشکی که در آن خون و یا تصاویر ارگان‌های بدن انسان به کار رفته باشد)، محتوای پورنو، محتوای توهین‌آمیز (مانند محتوایی که در آن الفاظ رکیک به کار رفته باشد) و برخی فیلم‌های سینمایی با درجه سنی بالای ۱۳ سال را برای کاربر پنهان می‌کند.

## در ایران

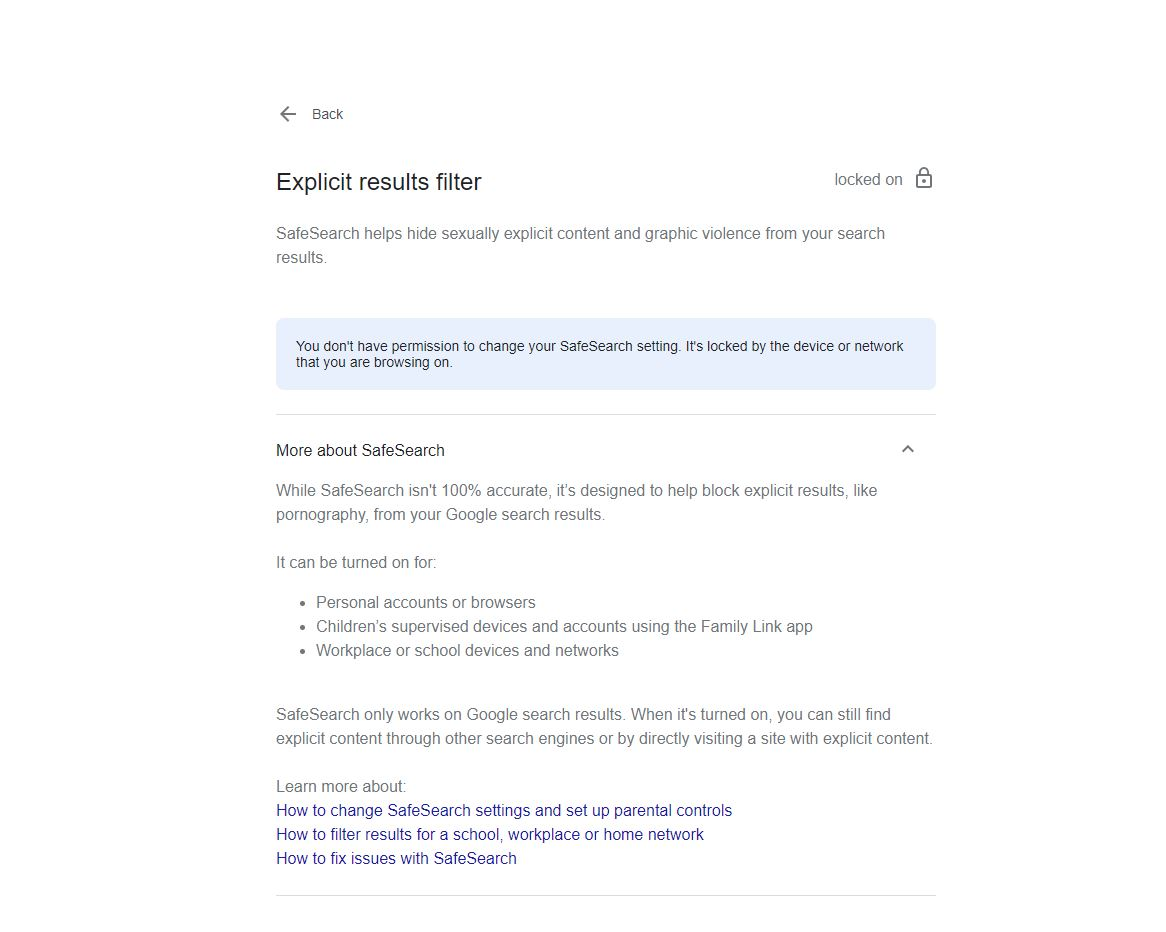
قفل بودن امکان تغییر جستجوی امن گوگل

در ۲۱ تیر ۱۴۰۱ کاربران ایرانی متوجه فعال شدن SafeSearch قفل‌شدهٔ گوگل (که برای کاربران زیر ۱۳ سال طراحی شده‌است) در اینترنت گوشی‌های همراه خود برای تمام کاربران شدند. این قابلیت در واقع سیستم فیلترینگ جدید هوشمند اینترنت است که تمامی درخواست‌های DNS با آدرس گوگل و حتی موتور جستجوی بینگ مایکروسافت را Hijack کرده تا آی‌پی بازگشتی از DNS آی‌پی 216.239.38.120 (برای گوگل)  و 131.253.33.220 (برای بینگ) باشد.
عیسی زارع‌پور وزیر ارتباطات ایران، فعال شدن SafeSearch اجباری را مطالبه خانواده‌ها عنوان کرد. در یک نظرسنجی با ۴۱٬۲۹۹ رای ثبت‌شده، ۸۸٫۲ درصد شرکت‌کنندگان با SafeSearch اجباری مخالفت کردند. به‌نظر می‌رسد این آغازی برای فراگیری طرح صیانت باشد.

## اثربخشی
گزارش مرکز اینترنت و جامعه برکمن دانشکده حقوق هاروارد بیان کرد که جستجوی ایمن بسیاری از وب‌سایت‌های بی‌ضرر را از فهرست نتایج جستجو حذف می‌کند، از جمله وب‌سایت‌هایی که توسط کاخ سفید، IBM، انجمن کتابخانه‌های آمریکا و لیز کلیبورن ایجاد شده‌اند. از سوی دیگر، بسیاری از تصاویر مستهجن از فیلتر عبور می‌کنند. همچنین قرار دادن برخی از URLها در لیست سیاه با تغییر URL سایت‌های پورنو بی اثر می‌شود، و نرم‌افزار برای برچسب گذاری تصاویر با مقادیر زیادی از رنگ‌های پوستی به عنوان محتوای مستهجن مشکل ساز است. رنگ‌های پوستی متنوعی وجود دارد و تصاویر نوزادان معمولاً دارای این تنوع هستند. توانایی گوگل در فیلتر کردن پورن عامل مهمی در رابطه آن با جمهوری خلق چین بوده‌است.